# Stipa celakovskyi
Stipa celakovskyi är en gräsart som beskrevs av Jan Otakar Martinovský. Stipa celakovskyi ingår i släktet fjädergrässläktet, och familjen gräs. Inga underarter finns listade i Catalogue of Life.